# Vyšný Slavkov
Vyšný Slavkov (Hongaars: Felsőszalók) is een Slowaakse gemeente in de regio Prešov, en maakt deel uit van het district Levoča.
Vyšný Slavkov telt 309 inwoners.